# Скенпе
Скенпе (пољ. Skępe) град је у Пољској у Војводству кујавско-поморском. По подацима из 2012. године број становника у месту је био 3688.

## Становништво
| 2012. |
| ----- |
| 3.688 |